# Хайнрих (Пфанберг)
Хайнрих фон Пфанберг (на немски: Heinrich von Pfannberg; * пр. 1241; † 24 юли или 24 август 1282) е граф на Пфанберг при Фронлайтен в Щирия, хауптман на Щирия (1253) и главен съдия на Щирия (1276 – 1279).

## Биография
Той е син на Улрих I фон Пеггау-Пфанберг († 1249) и съпругата му фон Лебенау, дъщеря на граф Ото фон Лебенау († 1205) и София фон Плайн († 1210).

## Фамилия
Хайнрих фон Пфанберг се жени пр. 22 юли 1264 г. за Агнес фон Плайн-Хардег († сл. 30 април 1298), дъщеря (или сестра) на граф Конрад III фон Плайн-Хардег († 1260) и Еуфемия фон Ортенбург († сл. 1292). Те имат децата:
- Херман фон Пфанберг († сл. 1286/1287), женен пр. 1278 г. за графиня Елизабет фон Хоенбург († 29 ноември 1329), дъщеря на граф Улрих II фон Хоенбург († 1308) и принцеса Агнес фон Баден-Австрия († 1295)
- Улрих IV фон Пфанберг († сл. 1318), женен 1288 г. за графиня Маргарета фон Хоенбург (* 1268; † сл. 8 декември 1306), дъщеря на граф Улрих фон Хоенбург († 1308) и принцеса Агнес фон Баден-Австрия († 1295)
- Райнолд фон Пфанберг († 21 декември 1292), абат на манастир Рейн в Щирия (1280 – 1292)

Той има от друга връзка незаконната дъщеря:
- Агнес фон Пфанберг († сл. 1283), омъжена пр. 1283 г. за Фридрих V фон Петау († 8 май 1288)